# Martin Kreeb (Ökonom)
Martin Kreeb (* 2. Februar 1968 in Ravensburg) ist ein deutscher Ökonom. Er ist Rektor der Charlotte Fresenius Privatuniversität der Carl Remigius Fresenius Education AG in Wien.

## Leben
Nach dem Besuch des Gymnasiums in Plochingen studierte Martin Kreeb an den Universitäten Hohenheim und Witten/Herdecke Ökonomie mit dem Schwerpunkt Umwelt- und Nachhaltigkeitsmanagement sowie Umweltphilosophie bei Günter Rohrmoser. Er schloss 1999 mit dem Diplom in Ökonomie bei Birger Priddat an der Universität Witten/Herdecke ab. Er wurde 2005 bei Hans-Dietrich Haasis promoviert. 1992 erhielt er den  Océ-van-der-Grinten-Preis. Von 1992 bis 1996 war er wissenschaftliche Hilfskraft am Lehrstuhl Wirtschaftinformatik bei Helmut Krcmar an der Universität Hohenheim. Von 1999 bis 2003 war er Gründer des Deutschen Kompetenzzentrums für Nachhaltiges Wirtschaften an der Universität Witten/Herdecke tätig. Von 2003 bis 2016 leitete er die Forschungsgruppe Nachhaltigkeit an der Universität Hohenheim am Lehrstuhl Umweltmanagement von Werner Schulz an der Universität Hohenheim. 2012 wurde er als Professor für Betriebswirtschaftslehre, insbesondere Umweltmanagement an die Hochschule Fresesius München berufen. Seit 2022 ist er Gründungsrektor an der  Fresenius Privatuniversität Wien.

## Veröffentlichungen (Auswahl)
- Clemens Schwender, Werner F. Schulz, Martin Kreeb (Hg.) (2009): Medialisierung der Nachhaltigkeit – Das Forschungsprojekt balance [f]: Emotionen und Ecotainment in den Massenmedien, Metropolis. ISBN 978-3-89518-692-9.